# نبيل عبد الأمير الربيعي
نبيل عبد الأمير محمد مال الله العطافي الربيعي (27 نوفمير 1958 - ) هو كاتب وباحث وصحفي ومؤرخ عراقي، من مواليد مدينة الديوانية، يعمل في التعليم المهني في إعدادية بابل المهنية.

## حياته ودراسته
ولد نبيل الربيعي في محلة الجديدة في الديوانية عام 1958، أكمل دراسته الابتدائية فيها عام 1971م، والمتوسطة عام 1975م، والإعدادية عام 1979م في إعدادية تجارة الديوانية، حاصل على شهادة البكلوريوس من قسم المدرسين التجاريين بجامعة بغداد عام 1985، عُين مدرساً في مجال التعليم المهني في الديوانية عام 1988م، ثم انتقلَ للإقامة في مدينة الحلة عام 1998م، ليبقى مستمراً في تدريس مادة محاسبة التكاليف في إعدادية بابل المهنية.

## مؤلفاته
1. الهروب من جحيم العراق.
2. تأريخ مدينة الديوانية السياسي والاقتصادي والاجتماعي.
3. تاريخ يهود الخليج: البحرين، عمان، الأحساء، الكويت.[3]
4. معجم أعلام يهود العراق، 721 ق. م-1974 م.[4]
5. أنور شاءول.
6. البابية والبهائيية في العراق.
7. الدرة البهية في تاريخ مدينة الديوانية.[5]
8. الديوانية: مدينة النشأة والذكريات.
9. الشبك: أصلهم، لغتهم، عقائدهم، عاداتهم، دراسة أنثروبولوجية.
10. الشيخ إبراهيم بن سليمان القطيفي اخر المراجع العلمية العليا في الحلة.
11. الشيوعيون اليهود وعصبة مكافحة الصهيونية في العراق، 1945 م-1946 م.
12. الصحافة اليهودية في العراق.
13. الفرهود.
14. المسيحيون في العراق: بين عراقة التاريخ وأزمات التهجير.[6]
15. النضال إن حكى.
16. اليهود في العراق.[7]
17. تاريخ الصابئة المندائيين في العراق: أصولهم ومعتقداتهم وأعلامهم.
18. تاريخ الصحافة في محافظة الديوانية (1920 -2010).
19. رحيل موسوعة الحلة: الدكتور عبد الرضا عوض.
20. لمحات من تاريخ يهود العراق، 859 ق.م. - 1973م.
21. نصير الحسيني: سيرة وشواهد في دروب الإبداع.
22. يهود العراق ودورهم في نشأة التعليم وتطويره 165-1973.[8]
23. يوميات الإنتفاضات الشعبية في بابل، 2011-2021: دراسة ميدانية.
24. تاريخ يهود لبنان.[9]